# Thiron-Gardais
Thiron-Gardais – miejscowość i gmina we Francji, w Regionie Centralnym, w departamencie Eure-et-Loir.
Według danych na rok 1990 gminę zamieszkiwało 1171 osób, a gęstość zaludnienia wynosiła 87 osób/km² (wśród 1842 gmin Regionu Centralnego Thiron-Gardais plasuje się na 335. miejscu pod względem liczby ludności, natomiast pod względem powierzchni na miejscu 964.).